# Grand Prix automobile des Pays-Bas 1955
GP précédent GP suivant
Le Grand Prix des Pays-Bas 1955 (VI Grote Prijs van Nederland), disputé sur le circuit de Zandvoort le 19 juin 1955, est la quarante-sixième épreuve du championnat du monde de Formule 1 courue depuis 1950 et la cinquième manche du championnat 1955.

## Contexte avant le Grand Prix

### Les conséquences de l'accident du Mans
Le week-end précédent la course se sont déroulées les 24 Heures du Mans, course marquée par le plus terrible accident ayant frappé le sport automobile, une voiture de course s'étant désintégrée dans le public. Ce drame, qui a causé la mort de 84 personnes, a pour effet immédiat l'interdiction provisoire de la compétition automobile sur circuit en France, mais aussi en Allemagne, en Suisse (où l'interdiction sera définitive) et en Espagne, avec pour conséquence l'annulation de quatre Grands Prix de championnat du monde. Faisant face à toute opposition, les organisateurs du Grand-Prix des Pays-Bas ont maintenu l'épreuve, arguant que les conditions de sécurité y étaient suffisantes.

### Le championnat du monde
Depuis 1954, la Formule 1 suit la réglementation 2,5 litres (moteur 2 500 cm3 atmosphérique ou 750 cm3 suralimenté, carburant libre). Pour la saison 1955, les équipes favorites étaient Mercedes et Lancia, disposant de monoplaces nettement plus rapides que leurs principales rivales Maserati et Ferrari. Mais la disparition fin mai d'Alberto Ascari lors d'essais privés à Monza a privé Lancia de son pilote de pointe, et le constructeur italien a pris la décision de renoncer à la compétition, décision également motivée par de récentes difficultés financières. Vainqueur à deux reprises cette année, le pilote Mercedes Juan Manuel Fangio se trouve en position de force pour l'obtention d'un troisième titre mondial, son rival le plus dangereux étant désormais son coéquipier Stirling Moss, qui compte déjà douze points de retard sur le champion argentin.

### Le circuit

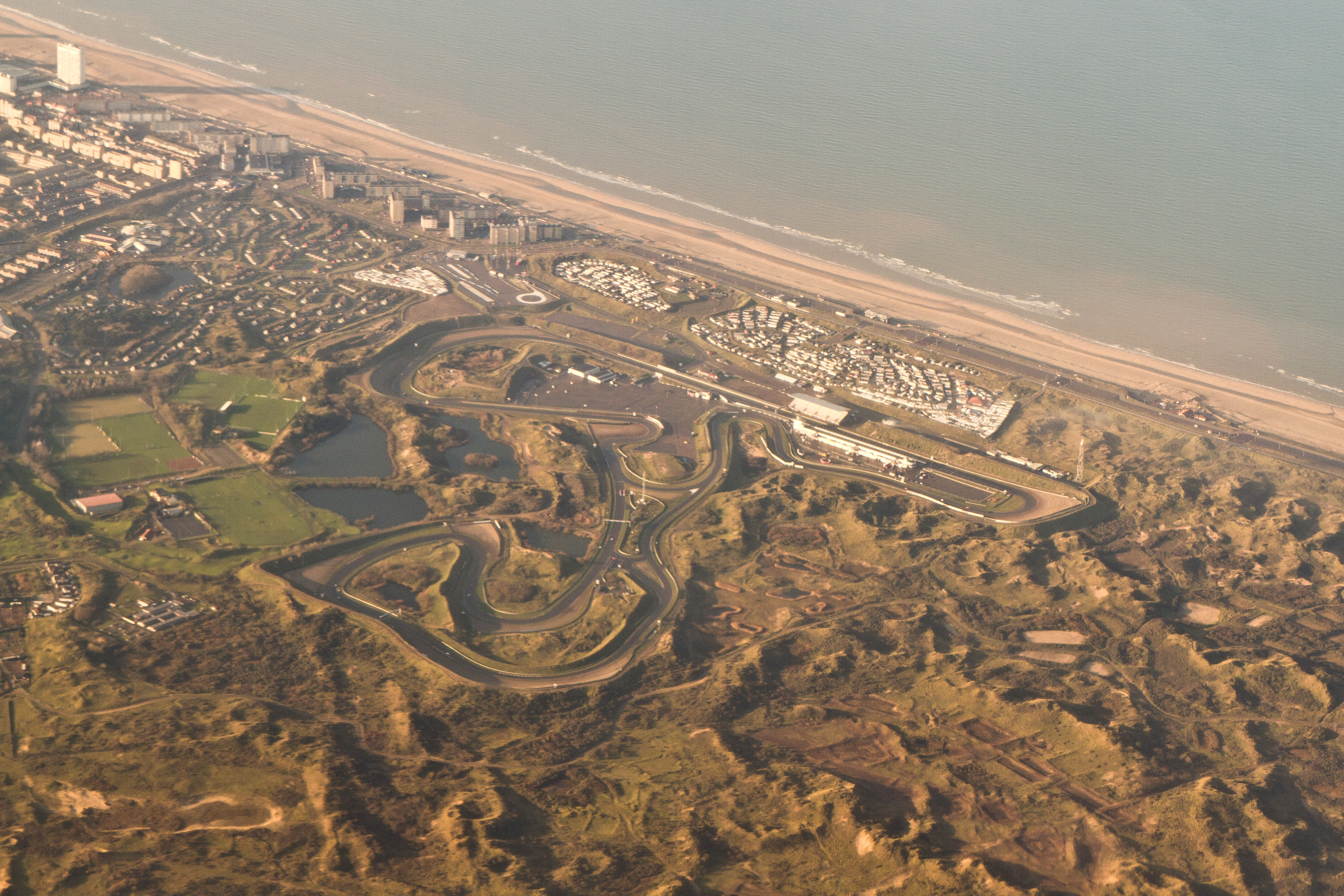
Le circuit de Zandvoort est situé en bord de mer, à quelques kilomètres d'Haarlem.

Circuit permanent, Zandvoort est situé en Hollande-Septentrionale, à quelques kilomètres d'Haarlem. Cette piste récente (inaugurée en 1948) parcourt les dunes du bord de mer, la présence éventuelle de sable s'avérant souvent gênante pour l'adhérence ainsi que pour la fiabilité des moteurs. Entièrement refait en 1953 juste avant le Grand Prix, le revêtement trop neuf avait alors posé beaucoup de problèmes aux pilotes qui n'avaient pu approcher le record de la piste, détenu depuis 1952 par Alberto Ascari qui en course avait accompli un tour à 137,475 km/h de moyenne sur sa Ferrari.

## Monoplaces en lice
- Mercedes-Benz W196 "Usine"

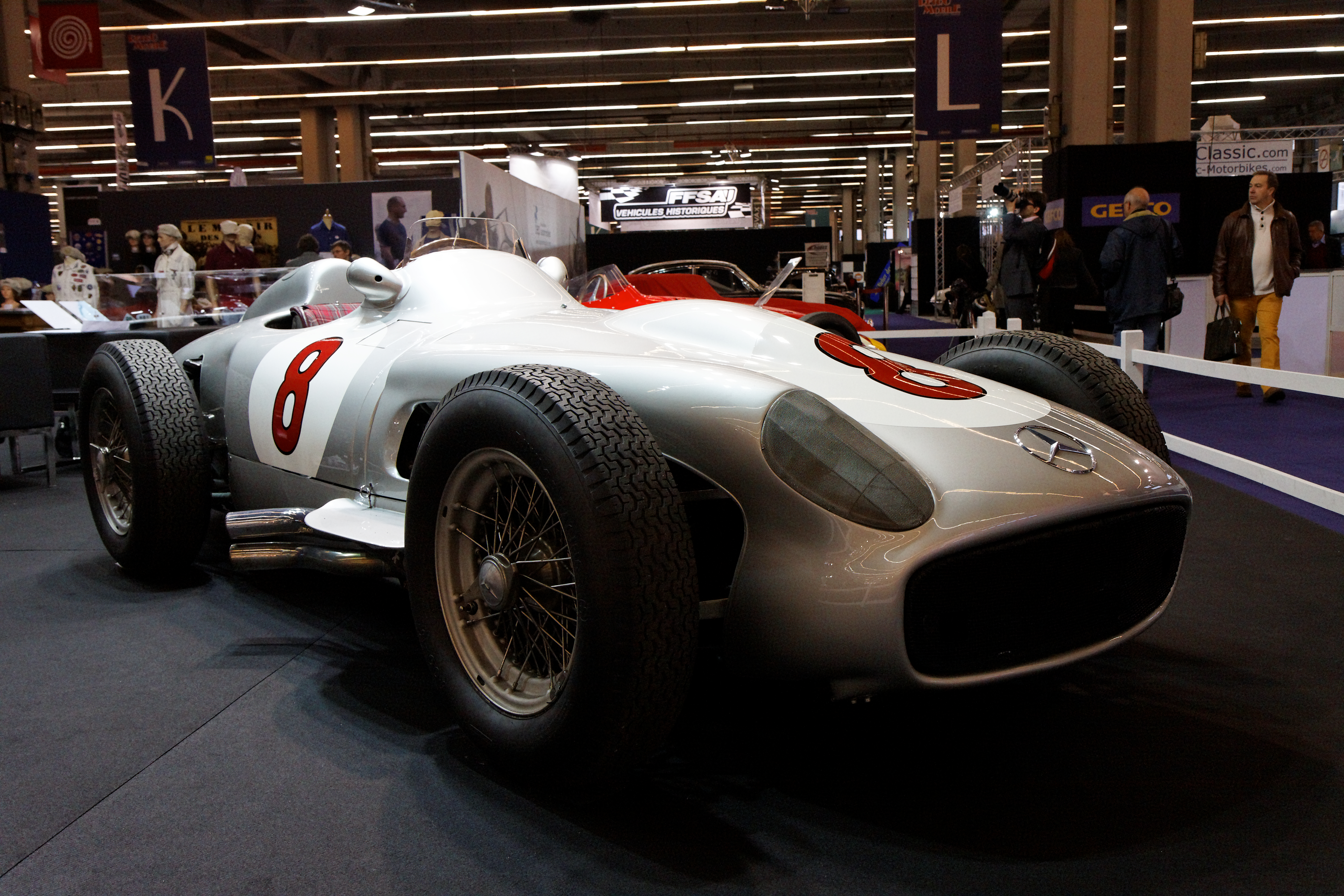
Les Mercedes W196 sont les favorites de la course.

Le constructeur allemand a engagé trois W196 à carrosserie ouverte, deux à empattement moyen (2210 mm) et une à empattement court (2150 mm). Ces voitures pèsent environ 690 kg à vide, leur moteur à huit cylindres en ligne alimenté par injection directe et à distribution desmodromique développant 290 chevaux à 8500 tr/min. La boîte de vitesses ZF est à cinq rapports. Le freinage est assuré par de gros tambours. La monoplace à empattement moyen attribuée à Stirling Moss dispose de quatre freins montés "inboard", celles de Juan Manuel Fangio (empattement court) et de Karl Kling (empattement moyen) ont également des tambours "inboard" à l'arrière, mais des freins dans les roues à l'avant.
- Ferrari 555 "Usine"

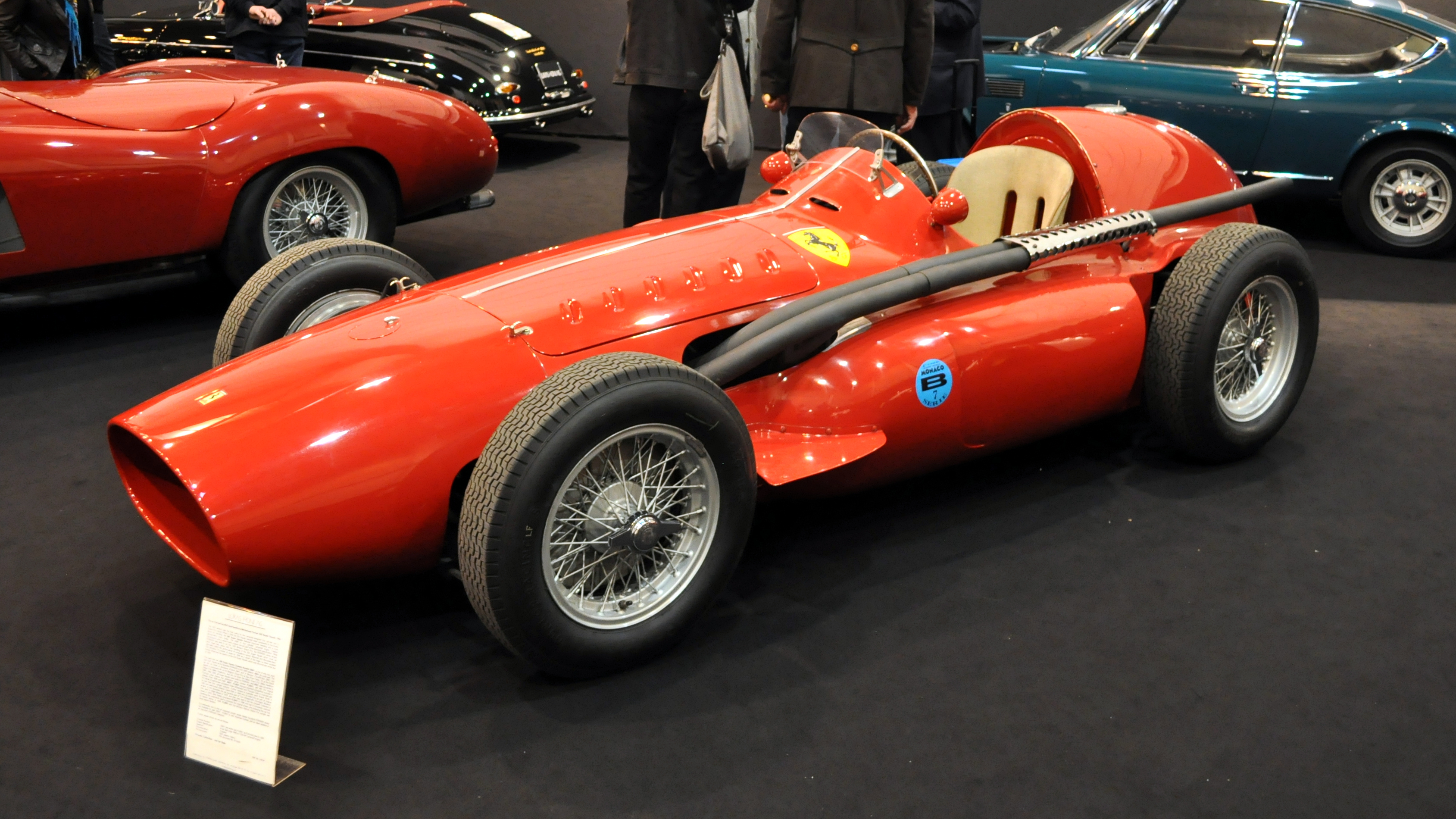
La Ferrari 555 Supersqualo

Tout comme en Belgique deux semaines auparavant, la Scuderia Ferrari a engagé trois 555 Supersqualo (625 kg, moteur à quatre cylindres en ligne, environ 250 chevaux à 7500 tr/min). Si Maurice Trintignant a toujours sa place dans l'équipe, il est désormais épaulé par Eugenio Castellotti (ex pilote Lancia) et par Mike Hawthorn, de retour à la Scuderia après un début de saison sur Vanwall, le constructeur britannique ayant décidé de développer plus avant sa monoplace avant de reprendre la compétition. Ils remplacent Giuseppe Farina (qui envisage une retraite sportive) et Harry Schell, dont les performances ont déçu Enzo Ferrari qui l'a remercié. Johnny Claes est engagé à titre privé, il dispose de l'ancienne Ferrari 500 que son écurie a rachetée à Louis Rosier.
- Maserati 250F "Usine"

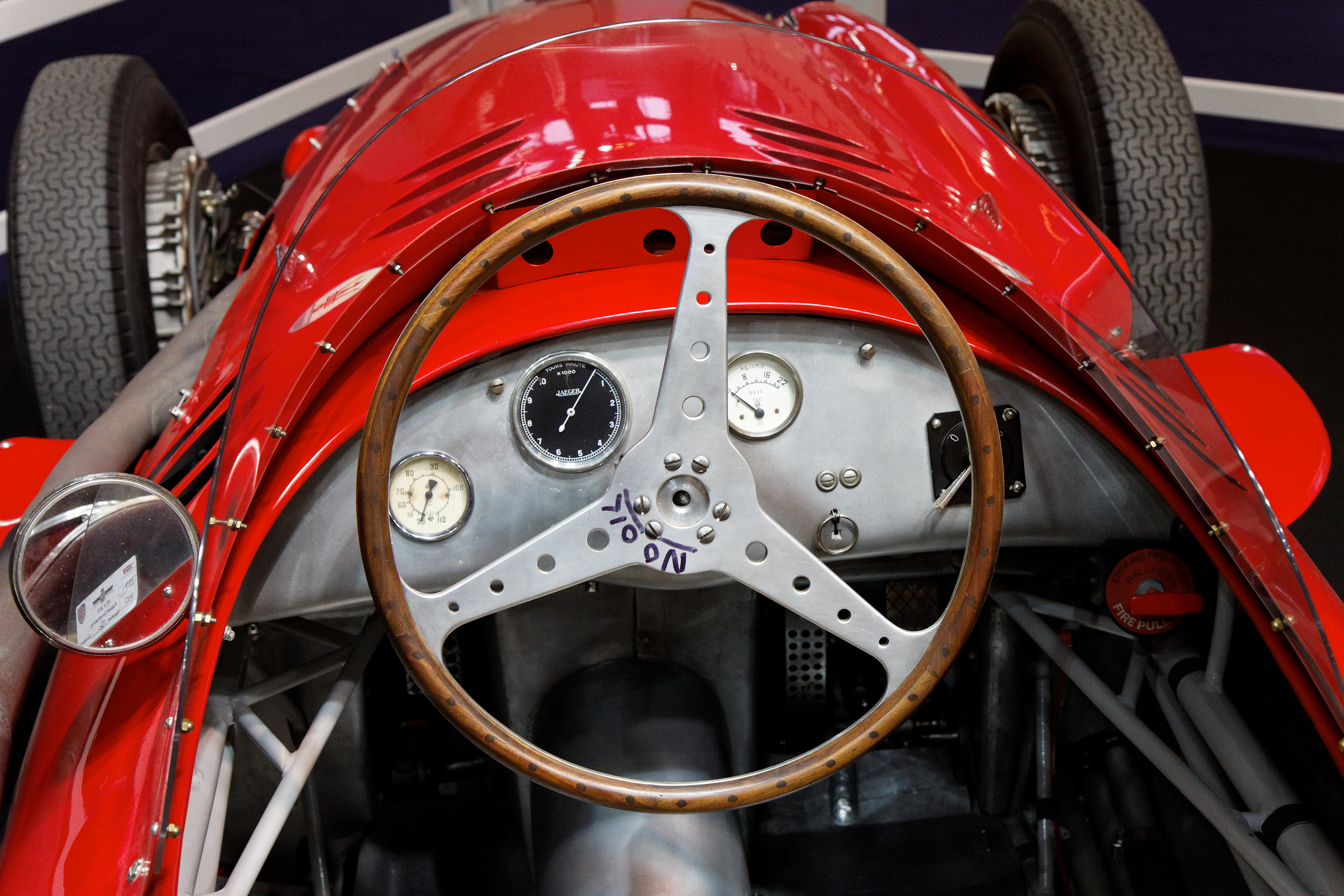
Le cockpit de la Maserati 250F.

L'usine a engagé trois 250F pour Jean Behra, Roberto Mieres et Luigi Musso. Récemment recruté, Cesare Perdisa a provisoirement renoncé à la compétition pour raisons familiales. La 250F est équipée d'un moteur six cylindres en ligne développant près de 250 chevaux à 7200 tr/min, la voiture pesant 620 kg. Trois Maserati privées sont également présentes : Louis Rosier et Horace Gould pilotent leurs voitures personnelles, tandis que Stirling Moss a confié la sienne à Peter Walker.
- Gordini T16 "Usine"

Malgré les problèmes financiers qui l'assaillent, Amédée Gordini est parvenu à engager trois anciens modèles T16 (la nouvelle Type 32 à huit cylindres n'est pas achevée). Ces voitures sont confiées à Robert Manzon, Jacques Pollet et Hermano da Silva Ramos qui fait ses débuts en championnat du monde. Malgré l'atout de leur faible poids (moins de 600 kg à vide, environ 640 en ordre de marche) sur ce circuit sinueux, le manque de puissance des T16 (à peine 220 chevaux) constitue un handicap insurmontable pour l'obtention d'un résultat tangible.

## Coureurs inscrits
| no | Pilote                 | Écurie                    | Constructeur  | Modèle             | Moteur           | Pneumatiques |
| -- | ---------------------- | ------------------------- | ------------- | ------------------ | ---------------- | ------------ |
| 2  | Mike Hawthorn          | Scuderia Ferrari          | Ferrari       | Ferrari 555        | Ferrari L4       | E            |
| 4  | Maurice Trintignant    | Scuderia Ferrari          | Ferrari       | Ferrari 555        | Ferrari L4       | E            |
| 6  | Eugenio Castellotti    | Scuderia Ferrari          | Ferrari       | Ferrari 555        | Ferrari L4       | E            |
| 8  | Juan Manuel Fangio     | Daimler Benz AG           | Mercedes-Benz | Mercedes-Benz W196 | Mercedes-Benz L8 | C            |
| 10 | Stirling Moss          | Daimler Benz AG           | Mercedes-Benz | Mercedes-Benz W196 | Mercedes-Benz L8 | C            |
| 12 | Karl Kling             | Daimler Benz AG           | Mercedes-Benz | Mercedes-Benz W196 | Mercedes-Benz L8 | C            |
| 14 | Jean Behra             | Officine Alfieri Maserati | Maserati      | Maserati 250F      | Maserati L6      | P            |
| 16 | Roberto Mieres         | Officine Alfieri Maserati | Maserati      | Maserati 250F      | Maserati L6      | P            |
| 18 | Luigi Musso            | Officine Alfieri Maserati | Maserati      | Maserati 250F      | Maserati L6      | P            |
| 20 | Robert Manzon          | Équipe Gordini            | Gordini       | Gordini T16        | Gordini L6       | E            |
| 22 | Hermano da Silva Ramos | Équipe Gordini            | Gordini       | Gordini T16        | Gordini L6       | E            |
| 24 | Jacques Pollet         | Équipe Gordini            | Gordini       | Gordini T16        | Gordini L6       | E            |
| 26 | Peter Walker           | Stirling Moss             | Maserati      | Maserati 250F      | Maserati L6      | D            |
| 28 | Louis Rosier           | Écurie Rosier             | Maserati      | Maserati 250F      | Maserati L6      | P            |
| 30 | Johnny Claes           | Écurie nationale belge    | Ferrari       | Ferrari 500        | Ferrari L4       | E            |
| 32 | Horace Gould           | Gould's Garage            | Maserati      | Maserati 250F      | Maserati L6      | D            |

## Qualifications
Les séances qualificatives se déroulent les vendredi et samedi précédant la course. Elles vont être totalement dominées par les pilotes Mercedes. C'est tout d'abord Stirling Moss qui se montre le plus rapide le vendredi après-midi, bouclant son meilleur tour en 1 min 40 s 4 (150,3 km/h), soit 13 km/h plus vite que le record officiel de la piste ! Le lendemain, c'est au tour de Juan Manuel Fangio de se montrer le plus rapide, battant son coéquipier de quatre dixièmes avec un tour à près de 151 km/h de moyenne, qui lui vaut la pole position. Karl Kling est un peu moins à l'aise, mais réalise néanmoins le troisième temps absolu, reléguant pour un dixième de seconde Luigi Musso (Maserati) en deuxième ligne. Les trois Mercedes s'élanceront donc de la première ligne, avec Fangio (à l'intérieur), Moss et Kling. Pour son retour dans la Scuderia Ferrari, Mike Hawthorn s'est montré plus rapide que ses coéquipiers Maurice Trintignant et Eugenio Castellotti. Cinquième temps, il partira en seconde lignes au côté de Musso. Encore légèrement handicapé par sa blessure à la jambe subie au Mans, Jean Behra a égalé le temps de Hawthorn et partira à l'intérieur de la troisième ligne.

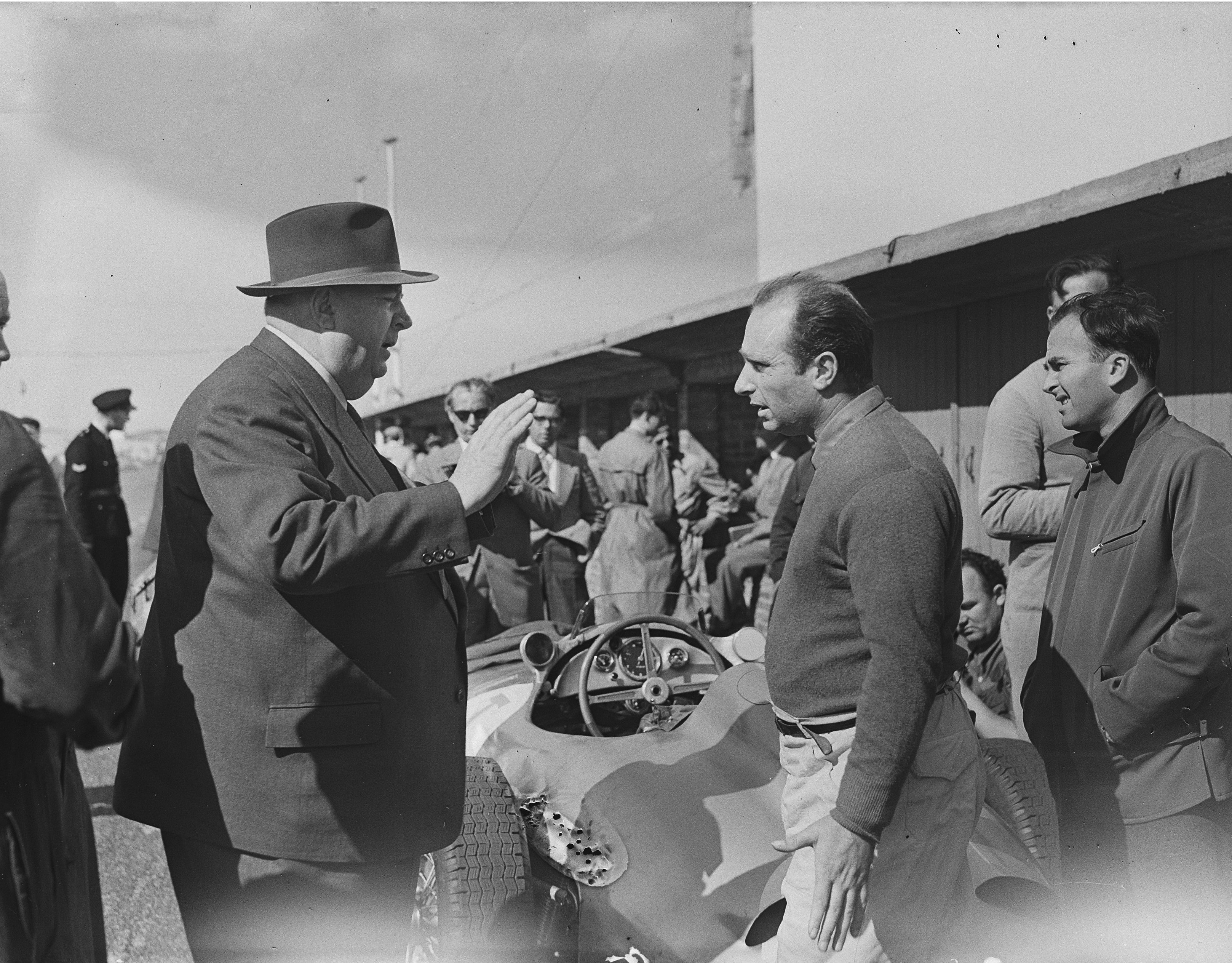
Juan Manuel Fangio (ici en conversation avec son directeur sportif Alfred Neubauer), une nouvelle fois le plus rapide aux essais.

| Pos. | no | Pilote                 | Écurie        | Temps        | Écart    |
| ---- | -- | ---------------------- | ------------- | ------------ | -------- |
| 1    | 8  | Juan Manuel Fangio     | Mercedes-Benz | 1 min 40 s 0 |          |
| 2    | 10 | Stirling Moss          | Mercedes-Benz | 1 min 40 s 4 | + 0 s 4  |
| 3    | 12 | Karl Kling             | Mercedes-Benz | 1 min 41 s 1 | + 1 s 1  |
| 4    | 18 | Luigi Musso            | Maserati      | 1 min 41 s 2 | + 1 s 2  |
| 5    | 2  | Mike Hawthorn          | Ferrari       | 1 min 41 s 5 | + 1 s 5  |
| 6    | 14 | Jean Behra             | Maserati      | 1 min 41 s 5 | + 1 s 5  |
| 7    | 16 | Roberto Mieres         | Maserati      | 1 min 42 s 1 | + 2 s 1  |
| 8    | 4  | Maurice Trintignant    | Ferrari       | 1 min 42 s 4 | + 2 s 4  |
| 9    | 6  | Eugenio Castellotti    | Ferrari       | 1 min 42 s 7 | + 2 s 7  |
| 10   | 26 | Peter Walker           | Maserati      | 1 min 44 s 9 | + 4 s 9  |
| 11   | 20 | Robert Manzon          | Gordini       | 1 min 46 s 0 | + 6 s 0  |
| 12   | 24 | Jacques Pollet         | Gordini       | 1 min 48 s 6 | + 8 s 6  |
| 13   | 28 | Louis Rosier           | Maserati      | 1 min 49 s 2 | + 9 s 2  |
| 14   | 22 | Hermano da Silva Ramos | Gordini       | 1 min 50 s 2 | + 10 s 2 |
| 15   | 32 | Horace Gould           | Maserati      | 1 min 50 s 4 | + 10 s 4 |
| 16   | 30 | Johnny Claes           | Ferrari       | 1 min 53 s 3 | + 13 s 3 |

## Grille de départ du Grand Prix
| 1re ligne | Pos. 3                           |                               | Pos. 2                          |                                  | Pos. 1                            |
|           | Kling Mercedes-Benz 1 min 41 s 1 |                               | Moss Mercedes-Benz 1 min 40 s 4 |                                  | Fangio Mercedes-Benz 1 min 40 s 0 |
| 2e ligne  |                                  | Pos. 5                        |                                 | Pos. 4                           |                                   |
|           |                                  | Hawthorn Ferrari 1 min 41 s 5 |                                 | Musso Maserati 1 min 41 s 2      |                                   |
| 3e ligne  | Pos. 8                           |                               | Pos. 7                          |                                  | Pos. 6                            |
|           | Trintignant Ferrari 1 min 42 s 4 |                               | Mieres Maserati 1 min 42 s 1    |                                  | Behra Maserati 1 min 41 s 5       |
| 4e ligne  |                                  | Pos. 10                       |                                 | Pos. 9                           |                                   |
|           |                                  | Walker Maserati 1 min 44 s 9  |                                 | Castellotti Ferrari 1 min 42 s 7 |                                   |
| 5e ligne  | Pos. 13                          |                               | Pos. 12                         |                                  | Pos. 11                           |
|           | Rosier Maserati 1 min 49 s 2     |                               | Pollet Gordini 1 min 48 s 6     |                                  | Manzon Gordini 1 min 46 s 0       |
| 6e ligne  |                                  | Pos. 15                       |                                 | Pos. 14                          |                                   |
|           |                                  | Gould Maserati 1 min 50 s 4   |                                 | Silva Ramos Gordini 1 min 50 s 2 |                                   |
| 7e ligne  |                                  |                               |                                 |                                  | Pos. 16                           |
|           |                                  |                               |                                 |                                  | Claes Ferrari 1 min 53 s 3        |

## Déroulement de la course

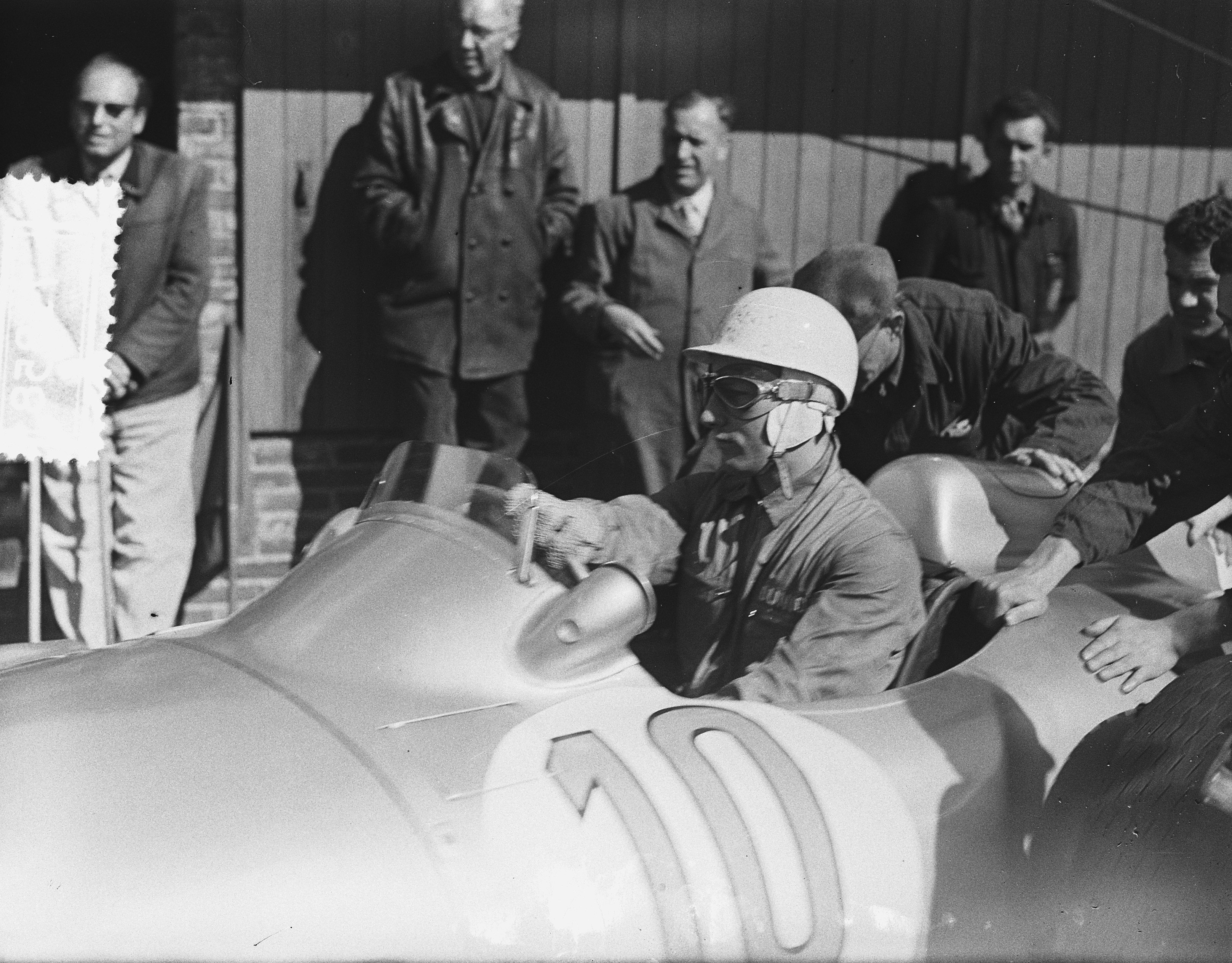
Stirling Moss, sur Mercedes, juste avant le départ.

Le départ est donné par un temps assez froid et couvert, la piste étant sèche. C'est une nouvelle fois Juan Manuel Fangio (en pole position sur sa Mercedes) qui est le plus vite en action, et qui sort en tête du premier virage devant la Maserati de Luigi Musso, auteur d'un très bon départ depuis la deuxième ligne. Viennent ensuite les deux autres Mercedes de Stirling Moss et Karl Kling, puis la Maserati de Jean Behra et la Gordini de Robert Manzon, ce dernier ayant dépassé cinq concurrents au premier freinage. Au premier passage devant les tribunes, Fangio, Musso et Moss passent groupés dans cet ordre, ayant creusé l'écart sur Kling et Behra. On trouve ensuite les deux Ferrari de Mike Hawthorn et Maurice Trintignant et la Maserati de Roberto Mieres, tous trois ayant doublé Manzon au cours de ce premier tour. Au freinage de l'épingle, Moss déborde Musso et prend la roue de son coéquipier Fangio. Le pilote italien tente de rester dans le sillage des deux Mercedes de tête, mais va progressivement perdre du terrain, au rythme d'une demi-seconde par tour. Fangio et Moss vont dès lors accomplir l'entièreté de la course roues dans roues, sans être inquiétés. L'intérêt de l'épreuve se reporte désormais sur la lutte pour les places d'honneur. Behra a dépassé Kling au cours du second tour, mais encore handicapé par ses récentes blessures du Mans, le pilote français ne peut suivre le train de son coéquipier Musso. Très incisif, Mieres a débordé Trintignant au quatrième tour, puis Hawthorn deux boucles plus tard, et réduit progressivement l'écart sur Kling. Ce dernier va effectuer un tête-à-queue au cours du vingt-deuxième tour. Moteur calé, il ne parvient pas à reprendre la course. Derrière les deux Mercedes de tête, toujours roues dans roues, on trouve alors les trois Maserati de Musso (à environ dix secondes), Behra et Mieres (à une trentaine de secondes).

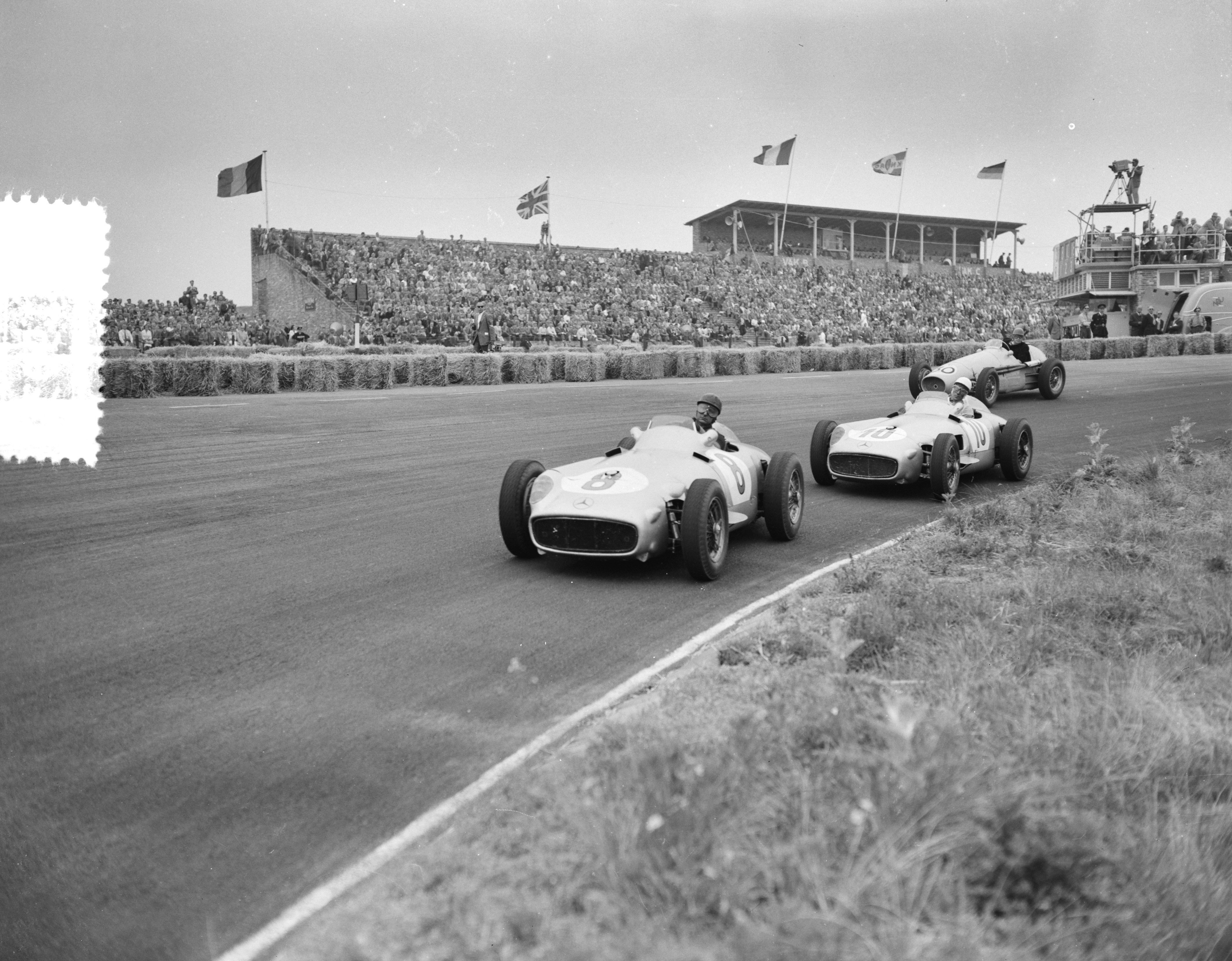
Les Mercedes de Fangio et Moss ont nettement dominé la course.

La course devient monotone, les positions en tête restant inchangées au cours des vingt-cinq tours suivants. Au quarante-septième tour, Mieres parvient à dépasser Behra qu'il talonnait depuis un long moment. À mi-distance, Fangio et Moss, qui ne prennent aucun risque, comptent dix-sept secondes d'avance sur Musso. À plus d'une minute viennent ensuite Mieres et Behra, ce dernier commençant à connaître des problèmes d'embrayage qui vont le contraindre à un arrêt au stand. Derrière, les Ferrari de Trintignant, Castellotti et Hawthorn comptent déjà plus d'un tour de retard. Au soixantième tour, l’apparition de la pluie ne fait que renforcer la domination des Mercedes, qui se montrent très à l'aise sur la piste humide. Contrairement à Musso, qui dans ces conditions va effectuer un tête-à-queue, perdant une vingtaine de secondes. Il conserve toutefois sa troisième place.
Hormis l'abandon de Trintignant, boîte de vitesses cassée au soixante-sixième tour alors qu'il était cinquième, les positions ne vont plus évoluer jusqu'à la fin de la course, les deux Mercedes de Fangio et Moss terminant loin devant les Maserati de Musso et Mieres. Grâce à cette nouvelle victoire, Fangio prend une sérieuse option sur le titre mondial, qu'il est en passe de remporter pour la troisième fois.

### Classements intermédiaires
Classements intermédiaires des monoplaces aux premier, deuxième, cinquième, dixième, vingtième, trente-cinquième, cinquantième, soixantième et soixante-quinzième tours.

### Classement de la course

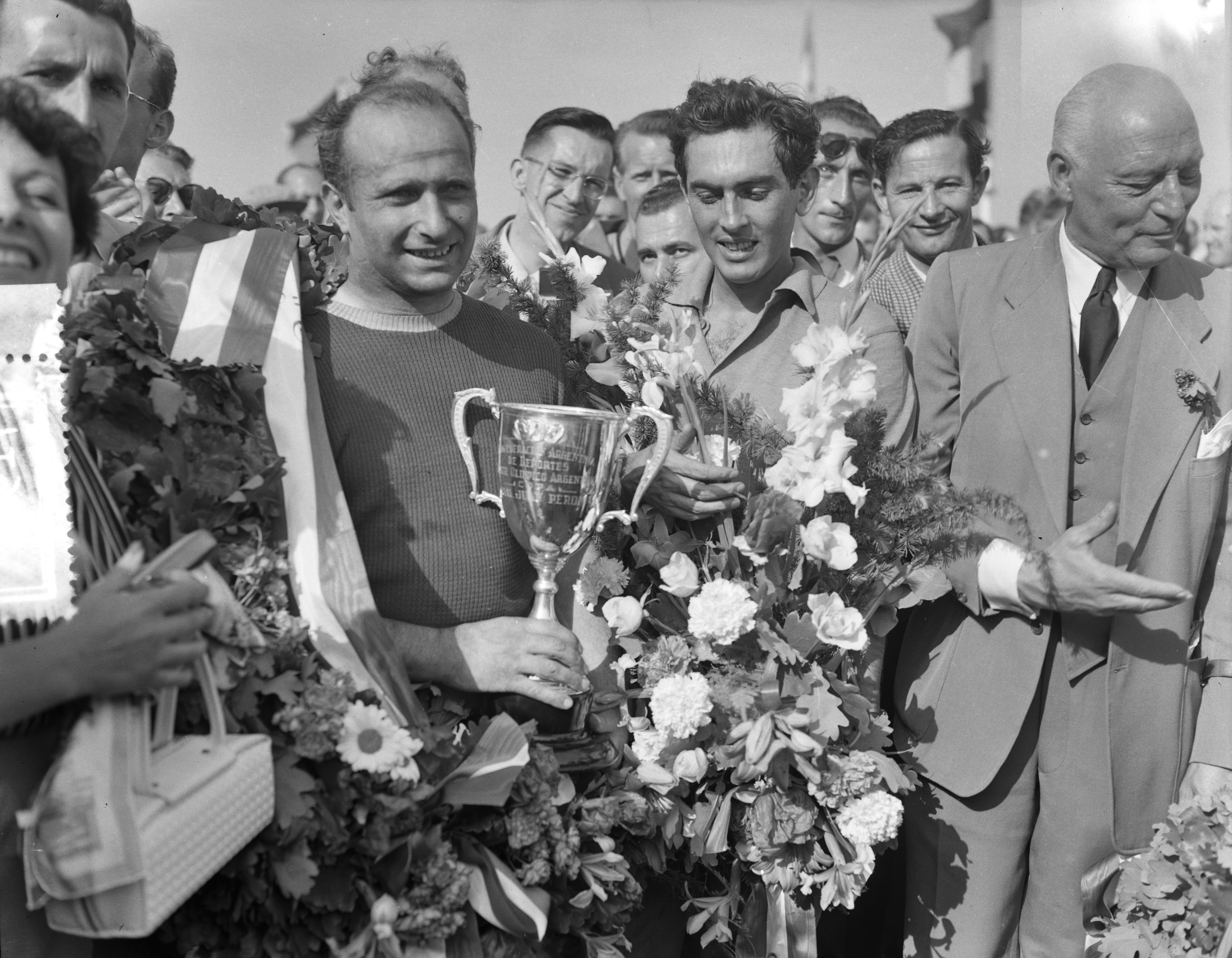
Juan Manuel Fangio portant la coupe du vainqueur ; à sa gauche Luigi Musso, troisième de la course.

| Pos  | No | Pilote                 | Écurie        | Tours | Temps/Abandon     | Grille | Points |
| ---- | -- | ---------------------- | ------------- | ----- | ----------------- | ------ | ------ |
| 1    | 8  | Juan Manuel Fangio     | Mercedes-Benz | 100   | 2 h 54 min 23 s 8 | 1      | 8      |
| 2    | 10 | Stirling Moss          | Mercedes-Benz | 100   | + 0 s 3           | 2      | 6      |
| 3    | 18 | Luigi Musso            | Maserati      | 100   | + 57 s 1          | 4      | 4      |
| 4    | 16 | Roberto Mieres         | Maserati      | 99    | + 1 tour          | 7      | 4      |
| 5    | 6  | Eugenio Castellotti    | Ferrari       | 97    | + 3 tours         | 9      | 2      |
| 6    | 14 | Jean Behra             | Maserati      | 97    | + 3 tours         | 6      |        |
| 7    | 2  | Mike Hawthorn          | Ferrari       | 95    | + 5 tours         | 5      |        |
| 8    | 22 | Hermano da Silva Ramos | Gordini       | 92    | + 8 tours         | 14     |        |
| 9    | 28 | Louis Rosier           | Maserati      | 92    | + 8 tours         | 13     |        |
| 10   | 24 | Jacques Pollet         | Gordini       | 90    | + 10 tours        | 12     |        |
| 11   | 30 | Johnny Claes           | Ferrari       | 88    | + 12 tours        | 16     |        |
| Abd. | 4  | Maurice Trintignant    | Ferrari       | 65    | Boîte de vitesses | 8      |        |
| Abd. | 20 | Robert Manzon          | Gordini       | 44    | Transmission      | 11     |        |
| Abd. | 32 | Horace Gould           | Maserati      | 23    | Sortie de piste   | 15     |        |
| Abd. | 12 | Karl Kling             | Mercedes-Benz | 21    | Sortie de piste   | 3      |        |
| Abd. | 26 | Peter Walker           | Maserati      | 2     | Roulement de roue | 10     |        |

Légende:
- Abd.=Abandon

### Pole position et record du tour
- Pole position :  Juan Manuel Fangio en 1 min 40 s 0 (vitesse moyenne : 150,948 km/h). Temps réalisé lors de la deuxième journée d'essais[9].
- Meilleur tour en course :  Roberto Mieres en 1 min 40 s 9 (vitesse moyenne : 149,602 km/h) au troisième tour.

### Tours en tête
- Juan Manuel Fangio : 100 tours (1-100)

## Classement général à l'issue de la course
- attribution des points : 8, 6, 4, 3, 2 respectivement aux cinq premiers de chaque épreuve et 1 point supplémentaire pour le pilote ayant accompli le meilleur tour en course (signalé par un astérisque)
- Le règlement permet aux pilotes de se relayer sur une même voiture, les points éventuellement acquis étant alors partagés. En Argentine, González, Farina et Trintignant marquent chacun deux points pour leur deuxième place, Farina, Trintignant et Maglioli marquent chacun un point un tiers pour leur troisième place, Herrmann, Kling et Moss marquent chacun un point pour leur quatrième place. Fait exceptionnel, Farina et Trintignant cumulent les points des deuxième et troisième places. À Monaco, Behra et Perdisa marquent chacun deux points pour leur troisième place. À Indianapolis, Bettenhausen et Russo marquent chacun trois points pour leur seconde place, Faulkner et Homeier chacun un point pour leur cinquième place. En Belgique, Mieres et Behra marquent chacun un point pour leur cinquième place.
- Sur onze épreuves qualificatives initialement prévues pour le championnat du monde 1955, sept seulement seront effectivement courues, les Grands Prix de France (programmé le 3 juillet), d'Allemagne (programmé le 31 juillet), de Suisse (programmé le 21 août) et d'Espagne (programmé le 23 octobre) ayant été annulés au lendemain de la catastrophe des 24 Heures du Mans[9].

| Pos. | Pilote                | Écurie           | Points | ARG  | MON | 500 | BEL | NL | GBR | ITA |
| ---- | --------------------- | ---------------- | ------ | ---- | --- | --- | --- | -- | --- | --- |
| 1    | Juan Manuel Fangio    | Mercedes-Benz    | 27     | 9*   | 1*  | -   | 9*  | 8  |     |     |
| 2    | Stirling Moss         | Mercedes-Benz    | 13     | 1    | -   | -   | 6   | 6  |     |     |
| 3    | Maurice Trintignant   | Ferrari          | 11,33  | 3,33 | 8   | -   | -   | -  |     |     |
| 4    | Giuseppe Farina       | Ferrari          | 10,33  | 3,33 | 3   | -   | 4   | -  |     |     |
| 5    | Bob Sweikert          | Kurtis Kraft     | 8      | -    | -   | 8   | -   | -  |     |     |
|      | Eugenio Castellotti   | Lancia & Ferrari | 8      | -    | 6   | -   | -   | 2  |     |     |
| 7    | Roberto Mieres        | Maserati         | 7      | 2    | -   | -   | 1   | 4* |     |     |
| 8    | Jimmy Davies          | Kurtis Kraft     | 4      | -    | -   | 4   | -   | -  |     |     |
|      | Luigi Musso           | Maserati         | 4      | -    | -   | -   | -   | 4  |     |     |
| 10   | Tony Bettenhausen     | Kurtis Kraft     | 3      | -    | -   | 3   | -   | -  |     |     |
|      | Paul Russo            | Kurtis Kraft     | 3      | -    | -   | 3   | -   | -  |     |     |
|      | Jean Behra            | Maserati         | 3      | -    | 2   | -   | 1   | -  |     |     |
|      | Johnny Thomson        | Kuzma            | 3      | -    | -   | 3   | -   | -  |     |     |
|      | Paul Frère            | Ferrari          | 3      | -    | -   | -   | 3   | -  |     |     |
| 15   | José Froilán González | Ferrari          | 2      | 2    | -   | -   | -   | -  |     |     |
|      | Cesare Perdisa        | Maserati         | 2      | -    | 2   | -   | -   | -  |     |     |
|      | Luigi Villoresi       | Lancia           | 2      | -    | 2   | -   | -   | -  |     |     |
| 18   | Umberto Maglioli      | Ferrari          | 1,33   | 1,33 | -   | -   | -   | -  |     |     |
| 19   | Hans Herrmann         | Mercedes-Benz    | 1      | 1    | -   | -   | -   | -  |     |     |
|      | Karl Kling            | Mercedes-Benz    | 1      | 1    | -   | -   | -   | -  |     |     |
|      | Walt Faulkner         | Kurtis Kraft     | 1      | -    | -   | 1   | -   | -  |     |     |
|      | Bill Homeier          | Kurtis Kraft     | 1      | -    | -   | 1   | -   | -  |     |     |
|      | Bill Vukovich         | Kurtis Kraft     | 1      | -    | -   | 1*  | -   | -  |     |     |

## À noter
- 16e victoire en championnat du monde pour Juan Manuel Fangio.
- 7e victoire en championnat du monde pour Mercedes en tant que constructeur.
- 7e victoire en championnat du monde pour Mercedes en tant que motoriste.
- 1er Grand Prix de championnat du monde pour Hermano da Silva Ramos.
- 23e et dernier Grand Prix de championnat du monde pour Johnny Claes.
- Cette course eut lieu une semaine après la catastrophe des 24 Heures du Mans.